# Thuy Thu Le
Thuy Thu Le, född 23 augusti 1973 i Saigon, Sydvietnam (nuvarande Ho Chi Minh-staden, Vietnam), är en amerikansk skådespelerska av vietnamesisk börd.
1989 spelade Thuy Thu Le den vietnamesiska flickan Tran Thi Oanh i Brian De Palmas film om vietnamkriget, Uppgörelsen. Tran Thi Oanh blir i filmen kidnappad, upprepade gånger våldtagen och slutligen mördad av en grupp amerikanska soldater.
Le har dragit sig tillbaka från skådespelandet och är nu lärare i Kalifornien.